# Grace (lenguaje de programación)
Grace es un nuevo lenguaje de programación en desarrollo, creado principalmente con fines educativos. El diseño del lenguaje se inició en 2010 y la actual versión de la especificación es 0.353.

## Hello World!
Una demostración de programación en Grace con el afamado "Hello World!"
```
10 object {
20 print "Hello World!"
30 }
```